# Józef Kulwieć
Józef Kulwieć (Kulwiec) herbu Hippocentaurus (XVIII-XIX wiek) – generał major armii Wielkiego Księstwa Litewskiego od stycznia 1794 roku, szambelan Stanisława Augusta Poniatowskiego, starosta zawilejski, starosta miednicki.
Oficer wojsk austriackich. W 1784 roku przeszedł do służby Rzeczypospolitej w stopniu pułkownika. Deputat powiatu kowieńskiego na Trybunał Główny Wielkiego Księstwa Litewskiego kadencji ruskiej w 1774/1775 roku. Komisarz Komisji Porządkowej Cywilno-Wojskowej województwa wileńskiego powiatu oszmiańskiego repartycji oszmiańskiej w Oszmianie w 1790 roku, sędzia ziemski oszmiański w 1790 roku, rotmistrz kawalerii litewskiej w 1793 roku, poseł oszmiański na sejm grodzieński (1793), członek konfederacji grodzieńskiej 1793 roku, sędzia sądu sejmowego sejmu grodzieńskiego 1793 roku ze stanu rycerskiego.
W 1796 prosił Nikołaja Repnina o urząd, zapewniając, że zna obowiązki poddaństwa wiernego.
Był członkiem prowincjonalnej loży wolnomularskiej Doskonała Jedność w 1781 roku.